# Yushania weixiensis
Yushania weixiensis är en gräsart som beskrevs av Tong Pei Yi. Yushania weixiensis ingår i släktet yushanior, och familjen gräs. Inga underarter finns listade i Catalogue of Life.